# Frosinone (stad)
Frosinone is een stad in Latium, Italië, 70 kilometer ten zuidoosten van Rome. Het is tevens de hoofdstad van de gelijknamige provincie en de belangrijkste plaats in de streek Valle Latina.
De stad is gelegen aan de rivier Sacco op 290 meter hoogte. De stad stond ten tijde van de Romeinen bekend als Frusino, dat op het kruispunt lag van verschillende belangrijke Romeinse wegen, waaronder de Via Casilina die naar Napels en verder leidde. Tijdens de tweede Punische Oorlog werd Frosinone door Hannibal verwoest. Uit de Romeinse tijd zijn er uit deze tijd weinig monumenten bewaard, op het amfitheater na. In de Tweede Wereldoorlog werd Frosinone, toen nog het centrum van een agrarisch gebied, namelijk zwaar getroffen door bombardementen door de geallieerden. Aanleiding hiervan was de aanwezigheid van verschillende militaire doelen in de omgeving van de stad. De wederopbouw van Frosinone kwam aanvankelijk langzaam op gang, maar vanaf de jaren zestig bloeide de stad op als industrieel centrum. Tevens uit deze periode stammen het conservatorium en de kunstacademie.

## Sport
Frosinone Calcio is de professionele voetbalploeg van Frosinone en speelt in het Stadio Matusa. De club was driemaal een seizoen actief op het hoogste Italiaanse niveau (Serie A), maar speelt vanaf het seizoen 2024/25 weer op het tweede niveau (Serie B).

## Geboren
- Antonio Tiberi (24 juni 2001), wielrenner

## Galerij

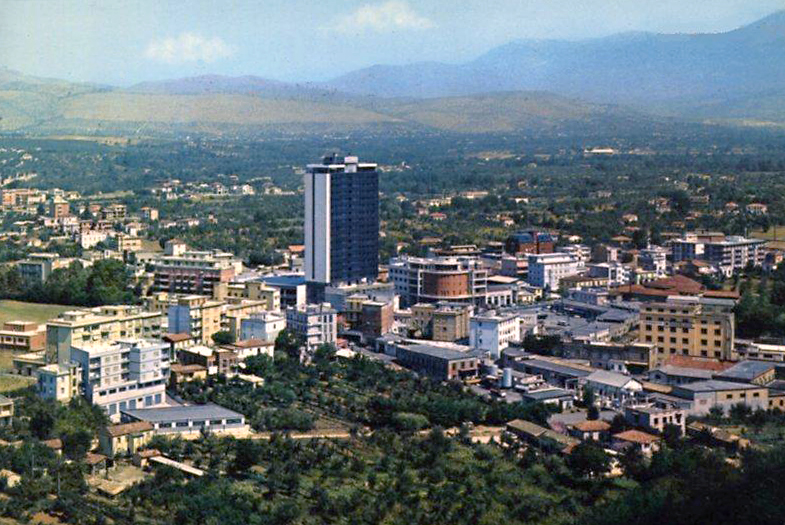
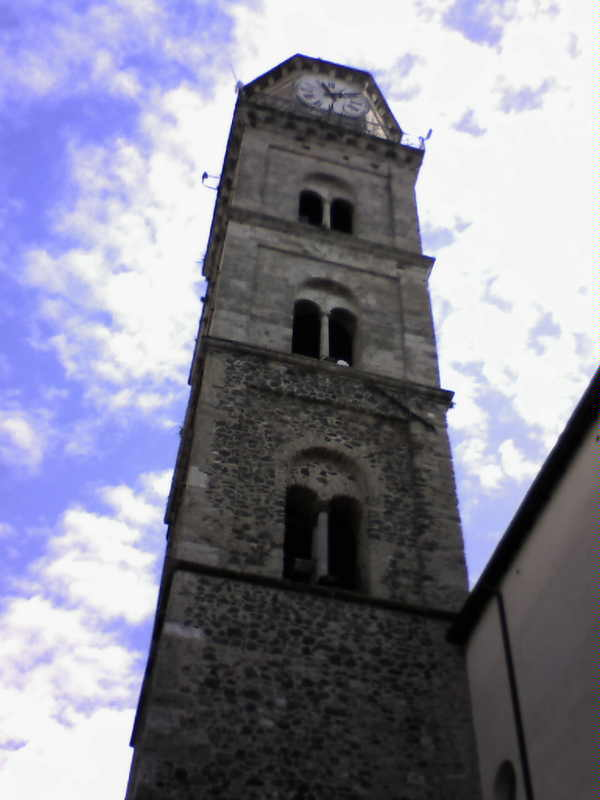
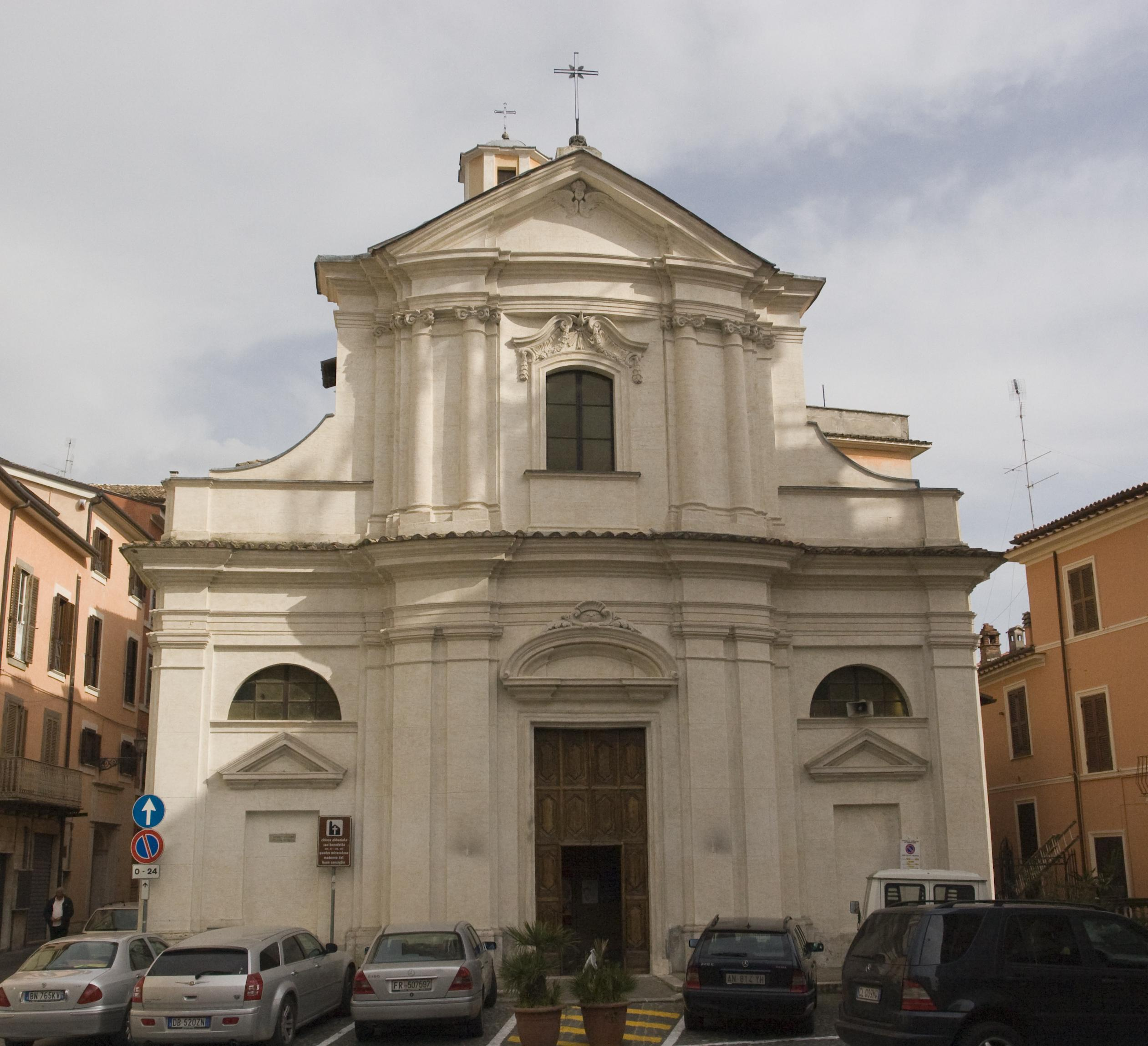
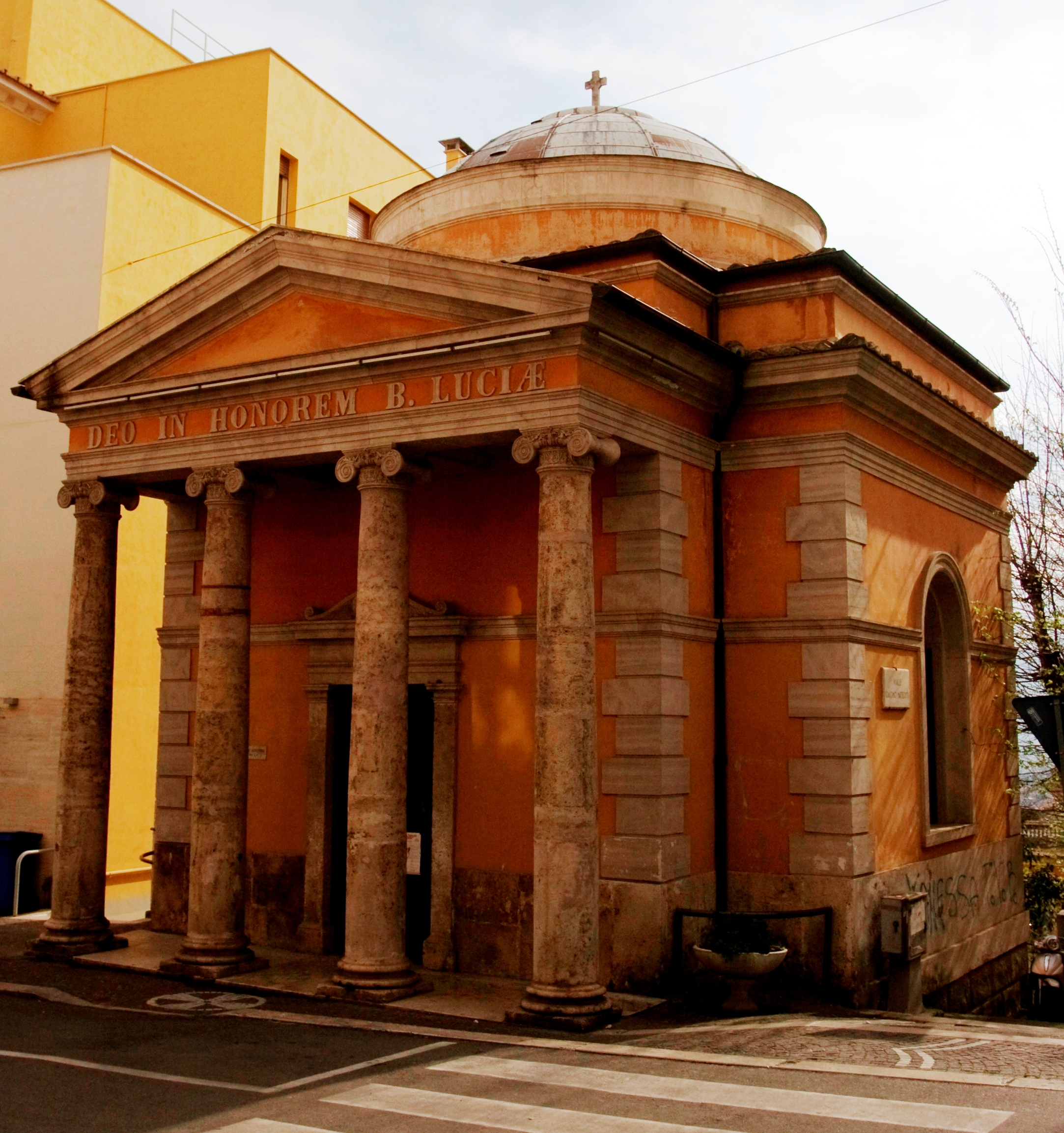
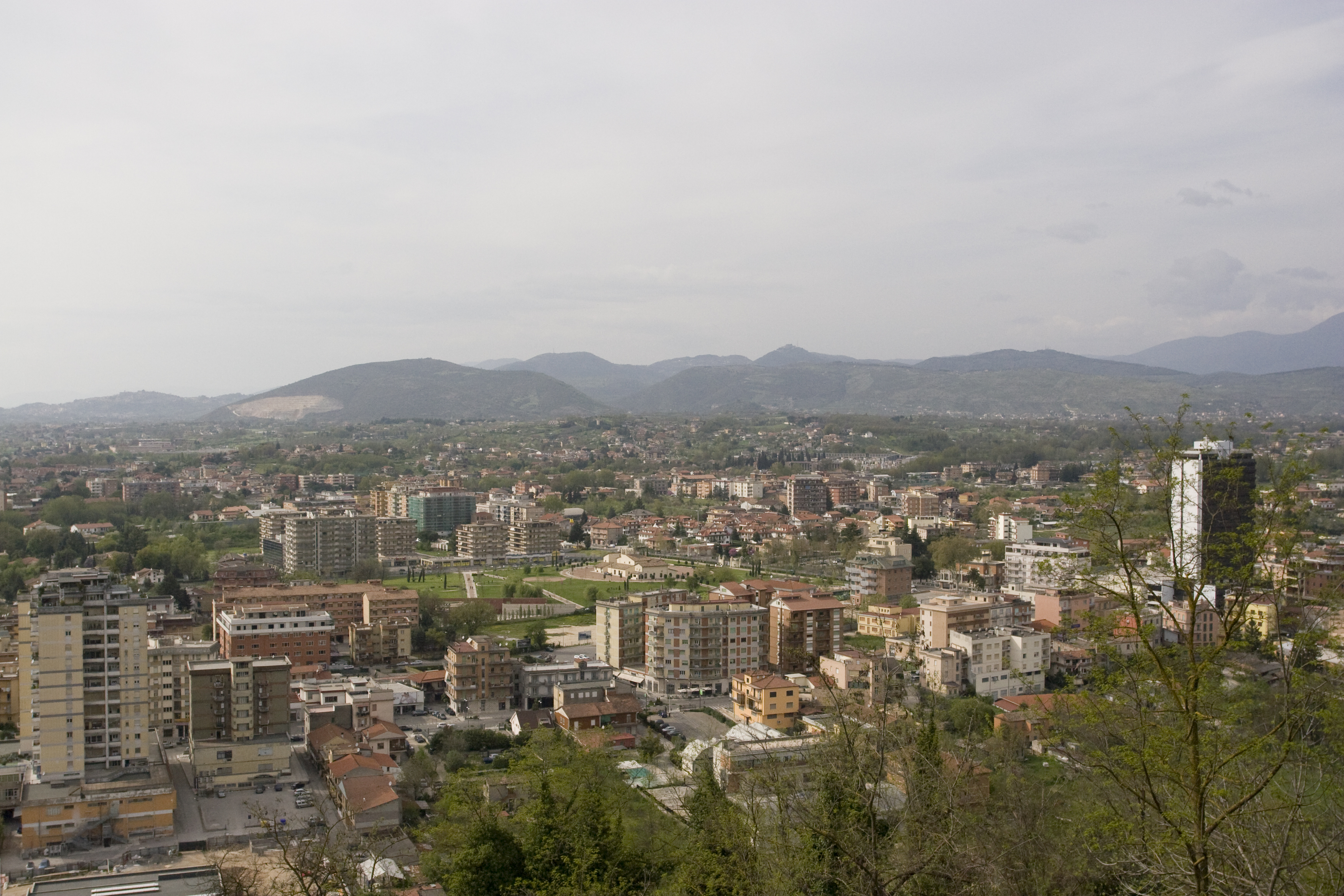
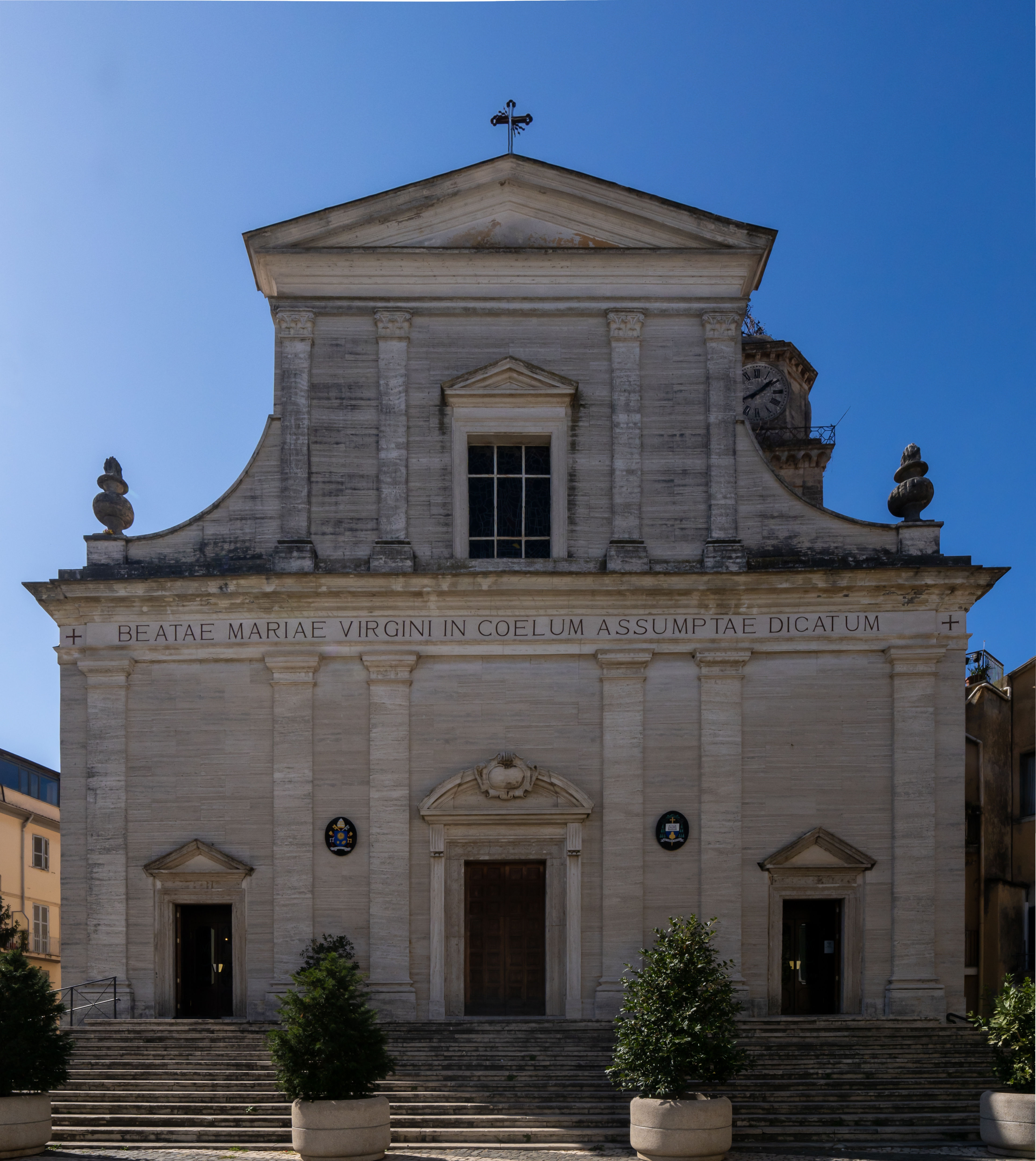
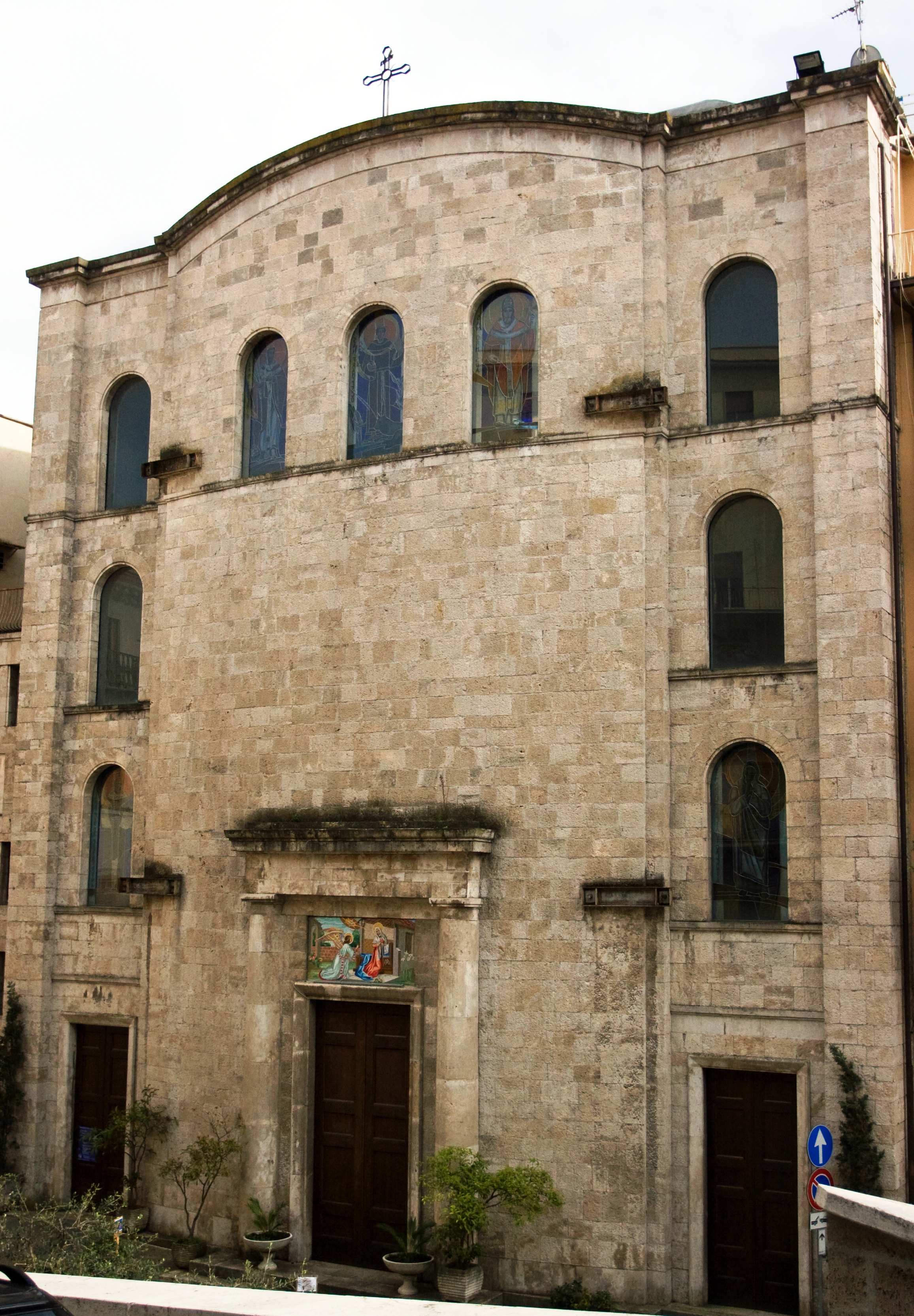